# Hybridisering (molekylärbiologi)
Hybridisering är när två enkelsträngade deoxiribonukleinsyra (DNA) eller ribonukleinsyra (RNA) binder till varandra med vätebindningar till komplementärt DNA eller RNA. Detta kallas annealing och ingår till exempel i andra steget i PCR. De båda strängarna behöver dock inte vara helt komplementära utan kan binda ändå beroende på omständigheter som till exempel temperatur. Om temperaturen ökas efter de båda RNA/DNA-strängarna har bundit till varandra så kan vätebindningarna brytas och då sker denaturering.
DNA-replikation och transkription av DNA till RNA är båda beroende av nukleotidhybridisering, liksom molekylärbiologiska tekniker som Southern blot och Northern blot, polymeraskedjereaktionen (PCR) och de flesta metoder för DNA-sekvensering. 

## Tillämpningar
Hybridisering är en grundläggande egenskap hos nukleotidsekvenser och utnyttjas i många molekylärbiologiska tekniker. Sammantaget kan genetisk släktskap mellan två arter bestämmas genom att hybridisera segment av deras DNA (DNA-DNA-hybridisering). På grund av sekvenslikhet mellan närbesläktade organismer krävs högre temperaturer för att smälta sådana DNA-hybrider jämfört med mer avlägset besläktade organismer. En mängd olika metoder använder hybridisering för att fastställa ursprunget till ett DNA-prov, inklusive polymeraskedjereaktionen (PCR). I en annan teknik hybridiseras korta DNA-sekvenser till cellulära mRNA för att identifiera uttryckta gener. Farmaceutiska läkemedelsföretag undersöker användningen av antisens-RNA för att binda till oönskat mRNA, vilket förhindrar ribosomen från att överföra mRNA till protein.

### Fluorescens in situ hybridisering
Fluorescens in situ hybridisering (FISH) är en laboratoriemetod som används för att upptäcka och lokalisera en DNA-sekvens, ofta på en viss kromosom.
På 1960-talet fann forskarna Joseph Gall och Mary Lou Pardue att molekylär hybridisering kunde användas för att identifiera positionen för DNA-sekvenser in situ (det vill säga i deras naturliga positioner i en kromosom). År 1969 publicerade de två forskarna ett dokument som visar att radioaktiva kopior av en ribosomal DNA-sekvens kunde användas för att finna komplementära DNA-sekvenser i kärnan i ett grodägg. Sedan de ursprungliga observationerna har många förbättringar ökat mångsidigheten och känsligheten hos proceduren till den grad att hybridisering på plats nu anses vara ett viktigt verktyg inom cytogenetik.